# Bromantan
Bromantan, auch Bromontan, ist wie Bemantan ein Amantadin-Derivat. Es steigert die Leistung des Muskels und wird als Psychostimulans und Immunstimulans verwendet. Bromantan wurde in Russland entwickelt und steht auf der Dopingliste.

## Doping
Bekannt wurde Bromantan während der Olympischen Spiele in Atlanta (1996). Damals wurden fünf Athleten wegen der Verwendung von Bromantan disqualifiziert. Die Disqualifikationen mussten später aufgehoben werden, da damals noch nicht genug Fakten über die Wirkung von Bromantan bekannt waren. Mittlerweile gilt die psychostimulierende Wirkung als nachgewiesen. Außerdem ist davon auszugehen, dass Bromantan die Anwendung von Erythropoetin maskieren kann. Bromantan wurde wie Carphedon sehr wahrscheinlich für den Einsatz beim Militär und im Sport entwickelt.